# Клименко Віктор Іванович
Ві́ктор Іва́нович Климе́нко (* 26 січня 1875, Полтава — † 1926?) — генерал-хорунжий Армії Української Держави.

## Життєпис
Народився 26 січня 1875 у Полтаві. Закінчив Полтавський кадетський корпус, а у 1895 році Павлівське військове училище.

### В російській армії
Служив у лейб-гвардії Гренадерському полку, у складі якого брав участь у Першій світовій війні. У 1917 — командир бригади 16-ї піхотної дивізії. З 20 червня 1917 генерал-майор. Під час Першої світової війни був поранений, отруєний газами, двічі контужений, нагороджений орденом Святого Георгія IV ступеня та Георгіївською зброєю.

### На службі Україні
З 7 жовтня 1917 — начальник 153-ї піхотної дивізії 34-го армійського (1-го Українського) корпусу, яку українізував та перетворив на 2-гу Українську. З 17 квітня 1918 призначений начальником Подільського корпусу Армії УНР, однак на посаду не прибув. З 8 червня 1918 — командир Сердюцької дивізії Армії Української Держави.

### В білогвардійських військах
У грудні 1918 був інтернований Директорією та незабаром відправлений до Німеччини разом із німецькими військами, що покидали Україну. Звідти переїхав до білогвардійської Північної армії генерала Міллера, у складі якої у 1919 командував 5-ю Північною стрілецькою бригадою Мурманського військового району
Після падіння Північного фронту - в еміграції в Німеччині.